# レア川
レア川（レアがわ、スペイン語: Río Lea, バスク語: Lea ibaia）は、スペイン・バスク州ビスカヤ県を流れる河川。大西洋のビスケー湾に直接注ぐ。

## 流域

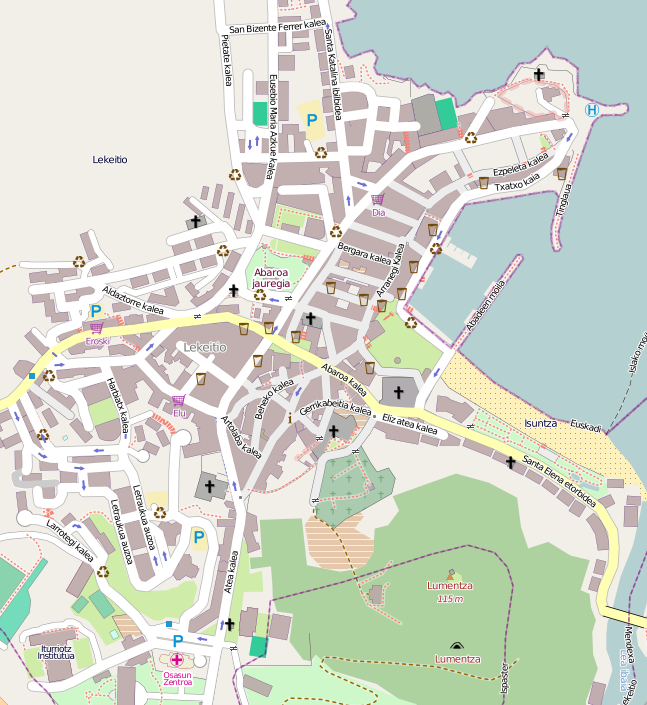
レケイティオの地図。右下端部の川がレア川

流路長は25 km、流域面積は83.74 km2である。
流域には上流側からムニティバル、アウレスティ、ギサブルアガ、アモロト、河口部のメンデシャとレケイティオなどの町がある。ビスカヤ県レア＝アルティバイ郡の名称はレア川とアルティバイ川に由来する。流域における主要な産業は、農業、畜産、林業である。